# Adam Stefan Sapieha
Adam Stefan Stanisław Bonifacy Józef Sapieha (Krasiczyn, 14 maggio 1867 – Cracovia, 23 luglio 1951) è stato un cardinale e arcivescovo cattolico polacco.

## Biografia
Nacque il 14 maggio 1867 al Castello di Krasiczyn, nel sud della Polonia, settimo figlio di Adam Stanisław principe Sapieha, politico polacco, e di Jadwiga Clementina, nata principessa Sanguszko.
Nel 1911 divenne vescovo di Cracovia e nel 1925, con l'elevazione della diocesi di Cracovia ad arcidiocesi, fu elevato al rango di arcivescovo della stessa.
Durante la seconda guerra mondiale organizzò un seminario clandestino nel quale studiarono, tra gli altri, anche i suoi due successori Karol Wojtyła, futuro papa Giovanni Paolo II, e Franciszek Macharski. Sarà proprio Sapieha ad ordinare sacerdoti entrambi.
Papa Pio XII lo elevò al rango di cardinale nel concistoro del 18 febbraio 1946.
Morì il 23 luglio 1951 a Cracovia all'età di 84 anni.

## Genealogia episcopale e successione apostolica
La genealogia episcopale è:
- Cardinale Scipione Rebiba
- Cardinale Giulio Antonio Santori
- Cardinale Girolamo Bernerio, O.P.
- Arcivescovo Galeazzo Sanvitale
- Cardinale Ludovico Ludovisi
- Cardinale Luigi Caetani
- Cardinale Ulderico Carpegna
- Cardinale Paluzzo Paluzzi Altieri degli Albertoni
- Papa Benedetto XIII
- Papa Benedetto XIV
- Papa Clemente XIII
- Cardinale Marcantonio Colonna
- Cardinale Giacinto Sigismondo Gerdil, B.
- Cardinale Giulio Maria della Somaglia
- Cardinale Carlo Odescalchi, S.I.
- Cardinale Costantino Patrizi Naro
- Cardinale Lucido Maria Parocchi
- Papa Pio X
- Cardinale Adam Stefan Sapieha

La successione apostolica è:
- Arcivescovo Pietro Mańkowski (1918)
- Vescovo Teodoro Kubina (1926)
- Vescovo Stanislaw Rospond (1927)
- Vescovo Jan Piotr Stepa (1946)